# Mariana González Oliva
Mariana González Oliva, född den 12 mars 1976 i Buenos Aires i Argentina, är en argentinsk landhockeyspelare.
Hon tog OS-brons i damernas landhockeyturnering i samband med de olympiska landhockeytävlingarna 2004 i Aten.
Hon tog därefter OS-brons i damernas landhockeyturnering i samband med de olympiska landhockeytävlingarna 2008 i Peking.